# De architectura
De architectura ('O arhitekturi', objavljeno kot Deset knjig o arhitekturi) je traktat o arhitekturi, ki ga je kot vodnik pri gradbenih projektih napisal rimski arhitekt in vojaški inženir Marcus Vitruvius Pollio in posvetil svojemu mecenu, cesarju Avgustu. Kot edini traktat o arhitekturi, ki je preživel od antike, je že od renesanse veljal za prvo knjigo o arhitekturni teoriji, pa tudi za glavni vir kanona klasične arhitekture . Vsebuje različne informacije o grških in rimskih stavbah ter predpise za načrtovanje in oblikovanje vojaških taborišč, mest in struktur tako velikih (akvadukti, zgradbe, kopeli, pristanišča) kot majhnih (stroji, merilne naprave, instrumenti) . Ker je Vitruvij objavil svoj traktat pred razvojem križnih obokov, kupol, betona in drugih novosti povezanih s cesarsko rimsko arhitekturo, njegovih deset knjig ne velja kot vir informacij o teh značilnostih rimske gradbene zasnove in tehnologije. 

## Izvor in vsebina
Verjetno napisana med 30. in 15. pr. n. št. , združuje znanje in poglede mnogih antičnih piscev, tako grških kot rimskih, ne le o arhitekturi, ampak o umetnosti, naravoslovju in gradbeni tehnologiji. Vitruvij v celotnem besedilu navaja številne avtoritete, ki pogosto hvali grške arhitekte za njihov razvoj templjev in slogov (dorskih, jonskih in korintskih) ter podaja ključne zapise o izvoru stavbe iz primitivne koče.
Čeprav je pogosto naveden z njegovo znamenito 'triado' značilnosti, povezanih z arhitekturo – utilitas, firmitas in venustas (uporabnost, moč in lepota) - so bila estetska načela, ki so vplivala na poznejše pisce traktatov, opisana v Knjigi III. Delno izhajajoč iz latinske retorike (prek Cicerona in Varroja), so Vitruvijevi izrazi za red, ureditev, razmerje in primernost za predvidene namene arhitekte vodili stoletja in to počnejo še danes. Rimski avtor je svetoval tudi o kvalifikacijah arhitekta (knjiga I) in o vrstah arhitekturne risbe. 
Deset knjig ali zvitkov je organiziranih na naslednji način:
De architectura - Deset knjig o arhitekturi
1. Načrtovanje mest, arhitektura ali gradbeništvo na splošno ter kvalifikacije, ki jih mora imeti arhitekt ali gradbeni inženir
2. Gradbeni materiali
3. Templji in slogi arhitekture
4. nadaljevanje knjige III
5. Javne stavbe
6. Domače stavbe
7. Tlaki in dekorativni omet
8. Upravljanje z vodo in akvadukti
9. Znanosti, ki vplivajo na arhitekturo - geometrija, merjenje, astronomija, sončna ura
10. Uporaba in konstrukcija strojev - rimske oblegovalne naprave, vodni mlini, naprave za drenažo, rimska tehnologija, dvigala, pnevmatika

Rimski arhitekti so bili usposobljeni za inženiring, umetnost in obrt. Vitruvij je bil zelo takšen tip, dejstvo se je odražalo v De architecturi. Zajel je najrazličnejše predmete, ki so se mu zdeli da se tičejo arhitekture. To je vključevalo številne vidike, ki se sodobnim očem morda zdijo nepomembni, od matematike do astronomije, meteorologije in medicine. V rimski zasnovi je arhitektura morala upoštevati vse, kar se dotika fizičnega in intelektualnega življenja človeka in njegove okolice.
Tako se Vitruvij ukvarja s številnimi teoretičnimi vprašanji v zvezi z arhitekturo. Na primer, v knjigi II. svetuje arhitektom, ki delajo z opeko, da se seznanijo s predsokratskimi teorijami materije, da bi razumeli, kako se bodo obnašali njihovi materiali. Knjiga IX. povezuje abstraktno geometrijo Platona z vsakodnevnim delom geodeta. Astrologija je navedena za njen vpogled v organizacijo človeškega življenja, medtem ko je astronomija potrebna za razumevanje sončnih ur. Prav tako Vitruvij za svoje izume navaja Ktezibija iz Aleksandrije in Arhimeda, Aristoksena (Aristotelovega vajenca) za glasbo, Agatarha za gledališče in Varona za arhitekturo.

### Stavbe
Vitruvij je poskušal nagovoriti etos arhitekture in izjavil, da je kakovost odvisna od družbene ustreznosti umetnikovega dela, ne od oblike ali izdelave samega dela. Morda je najbolj znana izjava De architecture, ki jo arhitekti še vedno citirajo: »Dobro graditi zahteva tri pogoje: uporabnost, moč in lepota«. Ta citat je vzet iz različice leta 1624 sira Henryja Wottona in je preprost in točen prevod odlomka v Vitruviju (I.iii.2). Sodobna interpretacija Wottonove angleščine bi lahko bila: »Idealna zgradba ima tri elemente; je trdna, uporabna in lepa«.
Vitruvij je proučeval tudi človeške razsežnosti (Knjiga III), njegovi kanoni pa so bili pozneje zakodirani v zelo znani risbi Leonarda da Vincija (Homo Vitruvianus, 'Vitruvijev človek').

## Rimska tehnologija
De architectura je pomembna zaradi svojih opisov številnih različnih naprav, ki se uporabljajo za inženirske konstrukcije, kot so dvigala, žerjavi in škripci, pa tudi vojaške naprave, kot so katapult, balista in oblegovalna naprava. Vitruvij je opisal tudi izdelavo sončnih ur in vodnih ur ter uporabo Heronove buče (prvega parnega stroja) kot poskus, da bi pokazal naravo gibanja atmosferskega zraka (veter).

### Akvadukti in mlini
Knjige VIII, IX in X o De architectura so osnova za mnogo tega, kar je znano o rimski tehnologiji, zdaj pa so jo dopolnile arheološke študije obstoječih ostankov, kot je Pont du Gard v južni Franciji. Številne tako masivne strukture se pojavljajo po nekdanjem imperiju, kar je dokaz moči rimskega inženiringa. Vitruvijev opis gradnje rimskega akvadukta je kratek, vendar omenja ključne podrobnosti, zlasti glede na način, kako so bili zakoličeni in trairani ter skrbni pri izbiri potrebnih materialov.
Njegova knjiga bi bila v pomoč Frontinu, generalu, ki je bil v 1. stoletju našega štetja imenovan za upravljanje številnih rimskih akvaduktov. Frontin je napisal De aquaeductu, dokončni traktat o rimskih akveduktih iz 1. stoletja in odkril neskladje med dovodom in oskrbo z vodo, ki so ga povzročale ilegalne cevi, vstavljene v kanale za preusmeritev vode. Rimsko cesarstvo je šlo daleč v izkoriščanju vodne energije, kot kaže množica 16 vodnih mlinov na Barbegalu v Franciji. Mlini so mleli zrno zelo učinkovito. Do zdaj so znani številni drugi mlini, na primer veliko poznejša žaga v Hierapolisu.

### Materiali
Vitruvij je opisal veliko različnih gradbenih materialov, ki so se uporabljali za najrazličnejše strukture, kot tudi take podrobnosti, kot je štukatura. Cement, beton in apno so  poglobljeno opisani, dolgo življenjska doba mnogih rimskih struktur pa je pričevanje o njihovi spretnosti pri uporabi gradbenih materialov in oblikovanju.
Vitruvij je svetoval, da se svinca ne sme uporabljati za pitno vodo, prednostne so glinene cevi. Do tega sklepa prihaja v VIII. knjigi De architectura po empiričnem opazovanju očitnih bolezenskih znakov v livarnah svinca tistega časa. Leta 1986 so ZDA prepovedale uporabo svinca v vodovodih zaradi nevrološke škode zastrupitve s svincem. Vendar je bila večina vode, ki jo je uporabljal Rim in mnoga druga mesta, zelo trda in je prevlekla notranje površine cevi, zato zastrupitev s svincem ni bila verjetna.
Vitruvij je povezal znamenito zgodbo o Arhimedu in njegovem odkrivanju ponarejenega zlata v kraljevi kroni. Ko je Arhimed spoznal, da je mogoče volumen krone natančno izmeriti z izpodrivom, ustvarjenim v kopeli z vodo, je s krikom Eureka! stekel na ulico. Odkritje mu je omogočilo primerjavo gostote krone s čistim zlatom. Pokazal je, da je bila krona zlitina s srebrom in kralj je bil ogoljufan.

### Stroji za odstranjevanje vode
Vitruvij je gradnjo Arhimedovega vijaka opisal v 10. poglavju, čeprav Arhimeda ni omenjal po imenu. To je bila naprava, ki se je pogosto uporabljala za dvigovanje vode za namakanje polj in spravljanje iz rudnikov. Drugi dvižni stroji, omenjeni v De architecturi so neskončna veriga veder in vzvratno vodno kolo. Ostanke vodnih koles, ki so se uporabljala za dvigovanje vode, so odkrili v starih rudnikih, kot so Rio Tinto v Španiji in Dolaucothi v zahodnem Walesu. Eno od koles Rio Tinto je zdaj v Britanskem muzeju, drugo pa iz slednjega v Narodnem muzeju Walesa. Ostanke so odkrili, ko so te rudnike ponovno odprli v sodobnih poskusih rudarjenja. Uporabljali bi jih v navpičnem zaporedju, pri čemer bi 16 takih mlinov lahko dvignilo vodo vsaj 29 m nad nivo vode. Vsako kolo bi upravljal rudar, ki je na zgornjem delu kolesa potegoval napravo z uporabo kljukic na zunanjem robu. Da so takšne naprave uporabljali v rudnikih, jasno kaže, da so jih v celoti znali uporabljati kot vodna kolesa za številne dejavnosti, ne le za mletje pšenice ampak verjetno tudi za žaganje lesa, drobljenje rud, itd.

### Batna črpalka
Ktezibij je zaslužen za izum  batne črpalke, ki jo je Vitruvij opisal kot »zgrajena iz brona z ventili, ki omogočajo, da se nad strojem oblikuje vrh vode«. Napravo opisuje tudi Heron iz Aleksandrije v svoji knjigi Pneumatica. S premikanjem ročice navzgor in navzdol stroj deluje ročno. Omenil je njegovo uporabo za oskrbo vodnjakov nad rezervoarjem, čeprav bi bila bolj preprosta uporaba morda preprosta požarna enota. Eno so našli v rimskem Silchestru ali Calleva Atrebatum v Angliji, druga pa je na ogled v Britanskem muzeju. Njune funkcije niso opisane, vendar sta obe narejeni v bronu, tako kot je določil Vitruvij.
Vitruvij je omenil tudi nekaj Ktezibijevih avtomatov (grško αὐτόματον, automaton - 'delovanje po lastni volji'.), ki so bili namenjeni zabavi in užitku, ne pa uporabni funkciji.

### Centralno ogrevanje
Vitruvij je opisal številne novosti, ki so jih uvedli pri oblikovanju stavb za izboljšanje življenjskih razmer prebivalcev. Najpomembnejša med njimi je razvoj hipokavsta, vrste centralnega ogrevanja, kjer se je vroč zrak, ki ga je razvil ogenj, speljal pod tlemi in v stenah javnih kopeli in vil. Dal je izrecna navodila, kako načrtovati takšne zgradbe, da se poveča učinkovitost porabe goriva; na primer, kaldarij je poleg tepidarija, ki mu sledi frigidarij. Svetoval je tudi uporabo vrste regulatorja za nadzorovanje toplote v vročih prostorih, bronast kolut, nameščen na strehi pod okroglo odprtino, ki ga je mogoče za prilagajanje prezračevanja dvigniti ali spustiti s škripcem. Čeprav tega ni predlagal sam, so se njegove naprave za odstranjevanje vode, kot je vzvratno vodno kolo, verjetno uporabile v večjih kopelih za dvigovanje vode v rezervoarje na vrhu večjih term, kot so Dioklecijanove terme in Karakalove terme.

### Geodetski instrumenti
Da je moral Vitruvij dobro raziskovati, kažejo njegovi opisi geodetskih instrumentov, zlasti za nivo vodostaja ali chorobates, ki ga je naklonjeno primerjal z gromo, napravo, ki uporablja grezilo. Bili so bistveni pri vseh gradbenih posegih, zlasti pri gradnji akvaduktov, kjer je bil enakomeren nagib pomemben za zagotavljanje redne oskrbe z vodo brez poškodb sten kanala. Opisal je hodometer, v bistvu napravo za samodejno merjenje razdalj po cestah, naprava, ki je bistvena za razvoj natančnih poti, kot je Tabula Peutingeriana.

### Spreminjanje morske gladine
V knjigi IV, poglavje 1, pododdelek 4 De architecture je opis 13 atenskih mest v Mali Aziji, 'deželi Karija', v današnji Turčiji. Ta mesta so dana kot: Efez, Milet, Mious, Priena, Samos, Teos, Kolofon, Chius, Eritrae, Fokaja, Klazomena, Lebedos, Mitilena in kasneje 14., Smirna. Mious, tretje mesto, je opisano kot »že zdavnaj zajeto v vodo in njegove svete obrede in volilne pravice«. Ta stavek navaja, da je bilo v času Vitruvijevega pisanja znano, da se je zgodila sprememba morske gladine in / ali propadanje kopna. Regija je od pisanja De architecture doživela dvig tal ali padec morske gladine. Čeprav to ne kaže na spremembo morske gladine ali ugibanje o tem, so v poznejšem cesarstvu številna rimska pristanišča trpela zaradi tega, kar so sodobni pisci označili za »zasipavanje«. Nenehna potreba po poglabljanju pristanišč je postala veliko breme za državo, nekateri pa ugibajo, da so ti stroški bistveno prispevali k morebitnemu razpadu cesarstva. Rimske soline v grofiji Essex v Angliji so danes pet metrov nad nivojem vode. Ta opažanja samo kažejo na obseg zasipavanja in odrivanja tal, ki vplivajo na spremembe obale od pisanja De arhitecture.

## Ohranitev in ponovno odkritje
Vitruvijevo delo je eno izmed številnih primerov latinskih besedil, ki svoje preživetje dolgujejo dvornemu skriptoriju Karla Velikega v začetku 9. stoletja. (Ta dejavnost iskanja in kopiranja klasičnih rokopisov je del tega, kar se imenuje karolinška renesansa. Številni preživeli rokopisi Vitruvijevega dela izhajajo iz obstoječega rokopisa, ki je bil tam napisan, tudi rokopis britanske knjižnice Harley 2767.
Ta besedila niso bila le prepisana, ampak so bila znana tudi na Karlovskem dvoru, saj je njegov zgodovinar, škof Einhard, gostujočega angleškega cerkovnika Alcuina zaprosil za razlage nekaterih tehničnih izrazov. Poleg tega je znano, da so besedilo prebrale ali nanje posredno vplivale številne osebe, med njimi: Vussin, Hrabanus Maurus, Hermann von Reichenau, Hugo Svetoviktorski, Gervase iz Melkeyja, William iz Malmesburyja, Theoderich iz St Trond, Petrus Diaconus, Albert Veliki, Filippo Villani, Jean de Montreuil, Francesco Petrarca, Giovanni Boccaccio, Giovanni de Dondi, Domenico di Bandino, Niccolò Acciaioli so prepisali kopijo v baziliki San Lorenzo, Firence, Bernward Hildesheimski in Tomaž Akvinski. Leta 1244 je dominikanski fra Vincent iz Beauvaisa v svojem zborniku vseh znanj o srednjem veku Speculum maius navajal veliko referenc na De architecturo.
Številni izvodi De architectura od 8. do 15. stoletja so v srednjem veku obstajali v rokopisni obliki, 92 pa jih je še vedno na voljo v javnih zbirkah, vendar se zdi, da so bili deležni premalo pozornosti, morda zaradi zastarelosti številnih specializiranih latinskih izrazov, ki jih je uporabil Vitruvij in izguba večine izvirnih 10 ilustracij, za katere nekateri menijo, da so v pomoč pri razumevanju delov besedila.
Vitruvijevo delo je leta 1414 'odkril' florentinski humanist Poggio Bracciolini, ki ga je našel v opatiji St. Gallen v Švici. Rokopis je objavil dovzetnemu občinstvu renesančnih mislecev, tako kot je oživljalo zanimanje za klasično kulturno in znanstveno dediščino.
Prvo tiskano izdajo (editio princeps), inačico inkunabule, je izdal veronski učenjak Fra Giovanni Sulpitius leta 1486 (z drugo izdajo leta 1495 ali 1496), vendar nobena ni bila ilustrirana. Dominikanski menih Fra Giovanni Giocondo je v Benetkah leta 1511 izdelal prvo različico, ki jo je ilustriral z lesorezom.
Prevodi v italijanščino so bili v obtoku do 1520-ih, prvi v tisku je bil prevod z novimi ilustracijami Cesareja Cesarianoja, milanskega prijatelja arhitekta Bramanteja, natisnjenega v Comu leta 1521. Hitro so ga prevedli v druge evropske jezike - prvi nemški različica je bila objavljena leta 1528 - in prve francoske različice so sledile leta 1547 (vendar so vsebovale veliko napak). Prvi španski prevod sta leta 1582 objavila Miguel de Urrea in Juan Gracian. Najobsežnejšo in najvplivnejšo izdajo je v francoščini leta 1673 objavil Claude Perrault, leta 1664 pa jo je naročil Jean-Baptiste Colbert.
Prvi angleški prevod je sledil leta 1692, čeprav je John Shute besedilo narisal že leta 1563 za svojo knjigo The First and Chief Grounds of Architecture. Prevod iz leta 1692 je bil skrajšana verzija, ki temelji na francoski različici Clauda Perraulta. Angleški govorci so morali na celoten prevod prvih pet zvezkov in 1791 na celotno stvar počakati do leta 1771. Različica sira Henryja Wottona iz leta 1624 Elementi arhitekture je bila bolj prosta prilagoditev kot dobesedni prevod, medtem ko je bil prevod iz leta 1692 precej skrajšan. Zahvaljujoč tiskarski umetnosti je Vitruvijevo delo postalo priljubljen predmet hermenevtike, z zelo natančnimi in interpretativnimi ilustracijami, in je postalo široko razpršeno.
Povsem prvi prevod iz latinskega izvirnika v slovenščino smo dobili leta 2010 v prevodu Fedje Koširja, ki je podpisal tudi avtorski komentar k Vitruviju. Izdajatelj je bila Fakulteta za arhitekturo v Ljubljani, pod naslovom O arhitekturi & O antičnem inženirstvu.

## Učinek
Ponovno odkritje Vitruvijevega dela je imelo globok vpliv na arhitekte renesanse, kar je spodbudilo preporod klasične arhitekture v naslednjih stoletjih. Renesančni arhitekti, kot so Niccolò de' Niccoli, Filippo Brunelleschi in Leon Battista Alberti, so v De architecturi našli svoje utemeljitve za dvig veje znanja v znanstveno disciplino in poudarjanje sposobnosti obrtnika. Najbolj znana risba Leonarda da Vincija, Vitruvijski človek, temelji na konceptih sorazmerja, ki jih je razvil Vitruvij.
Angleški arhitekt Inigo Jones in Francoz Salomon de Caus sta bila med prvimi, ki so ponovno ocenili in izvedli tiste discipline, za katere je Vitruvij dejal, da so nujen element arhitekture: umetnost in znanost, ki temelji na številu in proporcih (arhitekture). Arhitekt iz 16. stoletja Andrea Palladio je smatral Vitruvija za svojega mojstra in vodnika in je izdelal nekaj risb, ki so temeljile na Vitruvijevem delu, preden je zasnoval svoje arhitekturne predloge.